# Marañon-Kapuzineraffe
Der Marañon-Kapuzineraffe (Cebus yuracus, Syn.: C. albifrons yuracus) ist eine Primatenart aus der Familie der Kapuzinerartigen, die im westlichen Amazonasbecken vorkommt. Ihr Verbreitungsgebiet liegt zwischen dem Río Putumayo im Norden, dem Río Ucayali und dem Oberlauf des Amazonas im Süden und dem Ostabhang der Anden im Westen und umfasst damit den äußersten Südosten von Kolumbien, den Osten von Ecuador, den Norden von Peru und eine dreieckige, nach Osten zugespitzte Region im Westen von Brasilien.

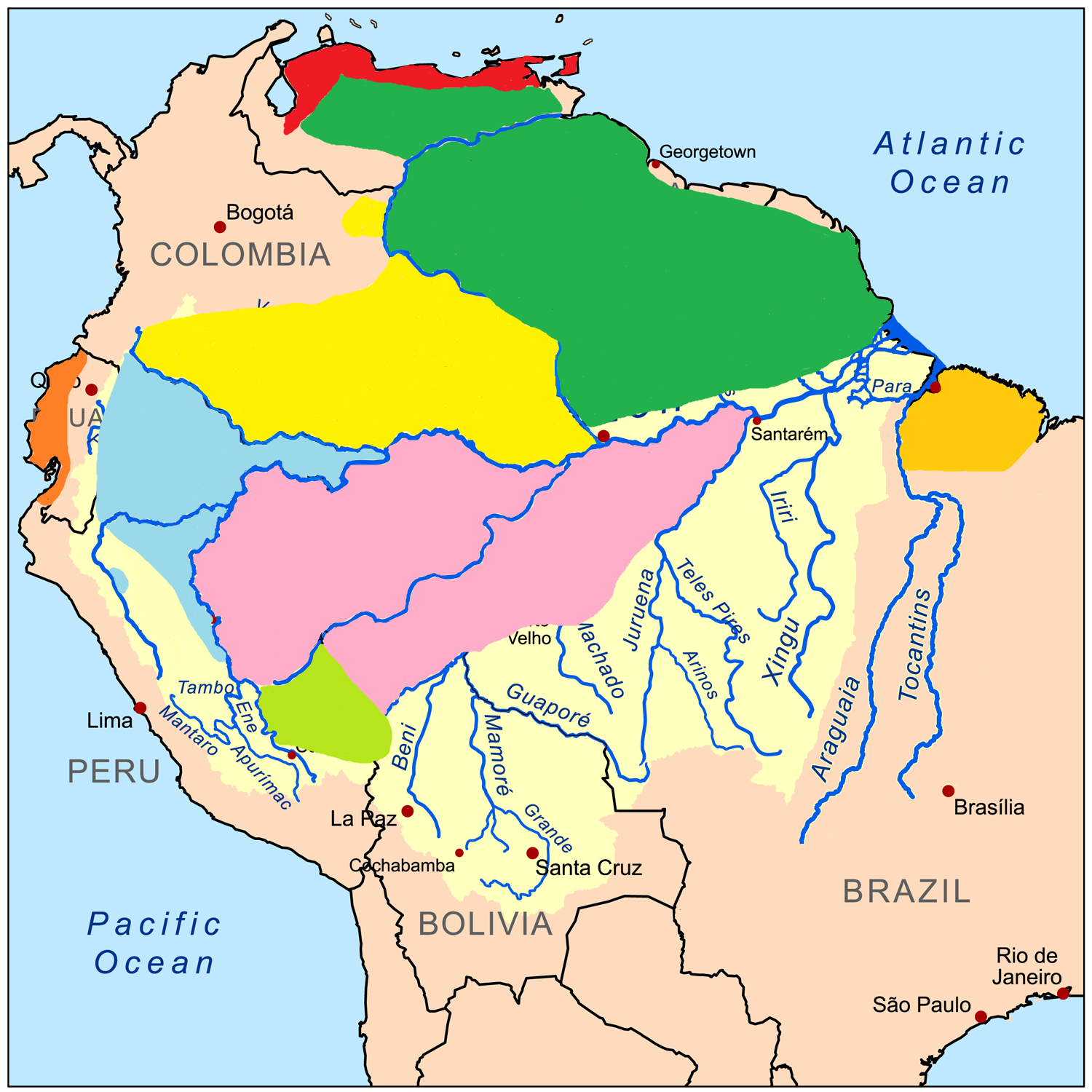
Das Verbreitungsgebiet des Marañon-Kapuzineraffen

## Merkmale
Der Marañon-Kapuzineraffe erreicht ein Gewicht von 2 bis 4,7 kg, hat eine Kopf-Rumpf-Länge von 37 cm (Weibchen) bis 43 cm (Männchen) und einen 45 bis 47 cm langen Schwanz. Er ist olivbraun gefärbt mit helleren Körperseiten und hellem Bauch. Das Gesicht, die Brust und die Außenseiten der Arme sind grau, die Kappe auf der Oberseite des Kopfes ist sehr dunkel braun. Der Schwanz hat im vorderen Bereich die gleiche bräunliche Färbung wie der Rücken, wird zum Ende hin allerdings heller.

## Lebensweise
Marañon-Kapuzineraffen leben in Gruppen von 5 bis 35 Tieren in nicht periodisch überfluteten aber sehr regenreichen Regenwäldern (Terra-Firme-Wald) im westlichen Amazonasbecken. Sie ernähren sich von Früchten, Insekten und anderen Gliederfüßern, Blüten, Samen Vogeleiern und kleinen Wirbeltieren. Sie verbringen etwa 10 % ihres Tages mit dem Aufnehmen von pflanzlicher Nahrung und 50 % oder mehr mit der Suche nach tierischer Nahrung.

## Gefährdung
Die IUCN listet den Marañon-Kapuzineraffen bisher nicht in ihrer Roten Liste. Im Handbook of the Mammals of the World wird der Bestand in Ecuador als potenziell gefährdet (Near Threatened) und in Peru als gefährdet (Vulnerable) angegeben. Die Art kommt in zahlreichen Naturschutzgebieten vor, so in Pacaya-Samiria in Peru und im Naturreservat Cuyabeno und den Nationalparks Sangay und Yasuní in Ecuador.